# Coudekerque (Pays-Bas)
Pour les articles homonymes, voir Coudekerque.
Ne doit pas être confondu avec Coudekerque-Branche ou Coudekerque-Village.
Coudekerque (en néerlandais : Koudekerke, en zélandais : Koukerke) est un village appartenant à la commune néerlandaise de Veere, situé dans la province de la Zélande.
Le 1er janvier 2007, le village comptait 3 485 habitants. Il est situé sur l'île de Walcheren.

## Histoire
Coudekerque était une commune indépendante jusqu'au 1er juillet 1966. À cette date, elle fusionna avec Biggekerke et Zoutelande pour former la nouvelle commune de Valkenisse.

## Personnalités
- Antoine de Waele, pasteur calviniste, en 1602.

## Galerie de photos

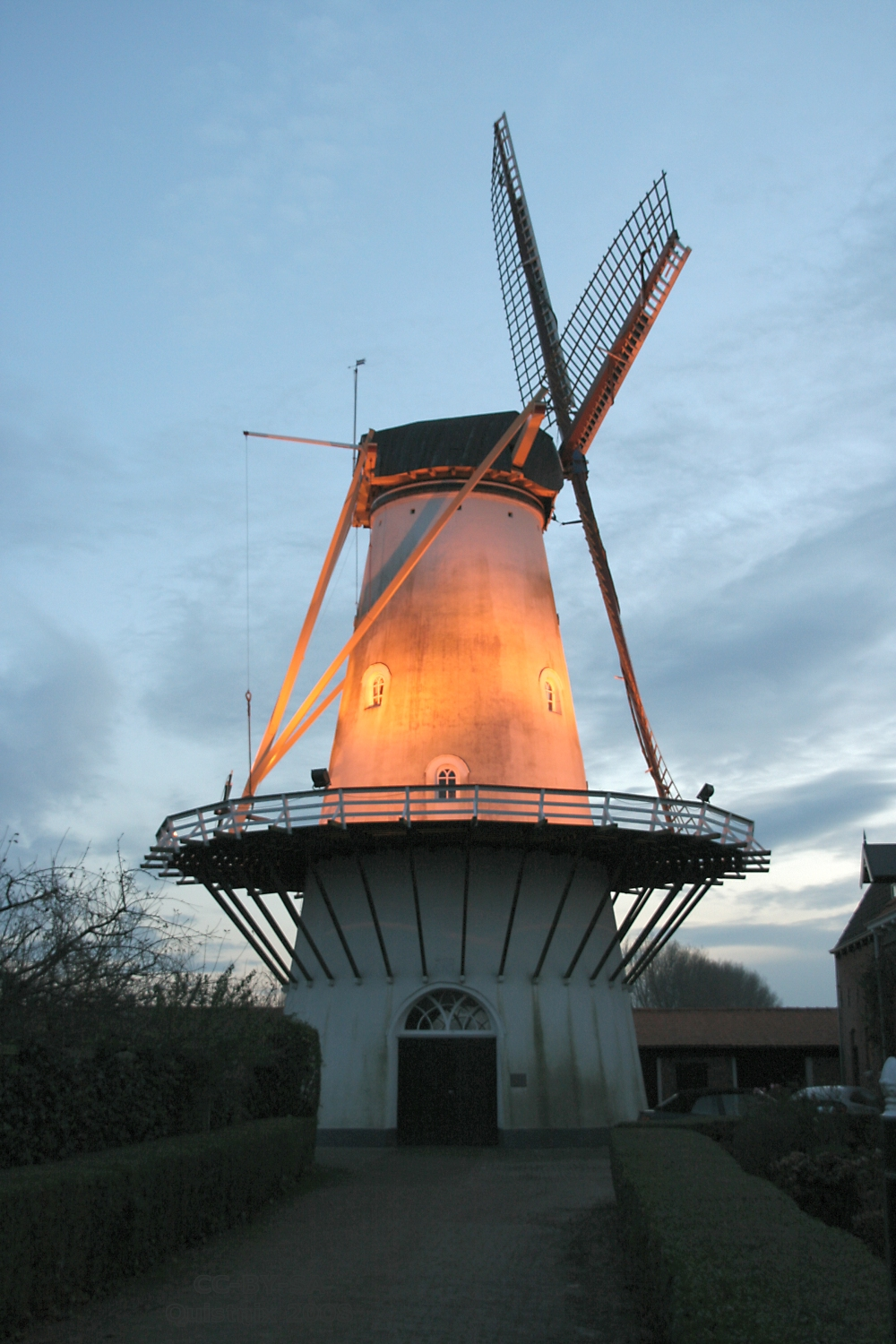
Le moulin à vent "De Lelie" au crépuscule
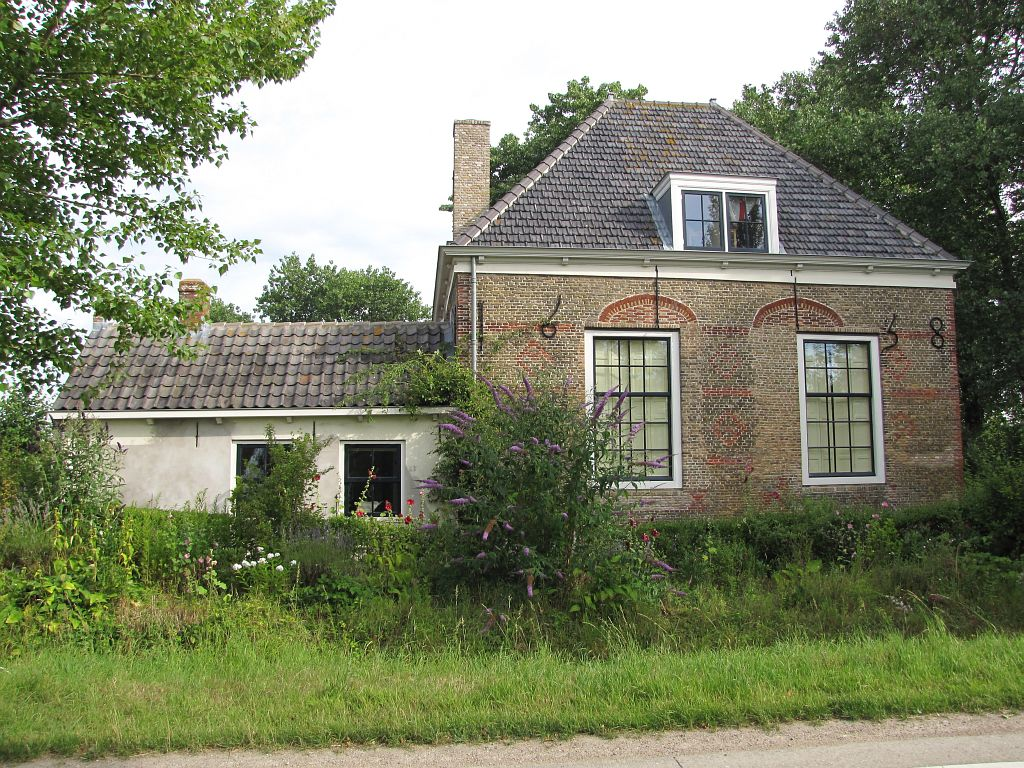
La cour Van Krien Van Floor
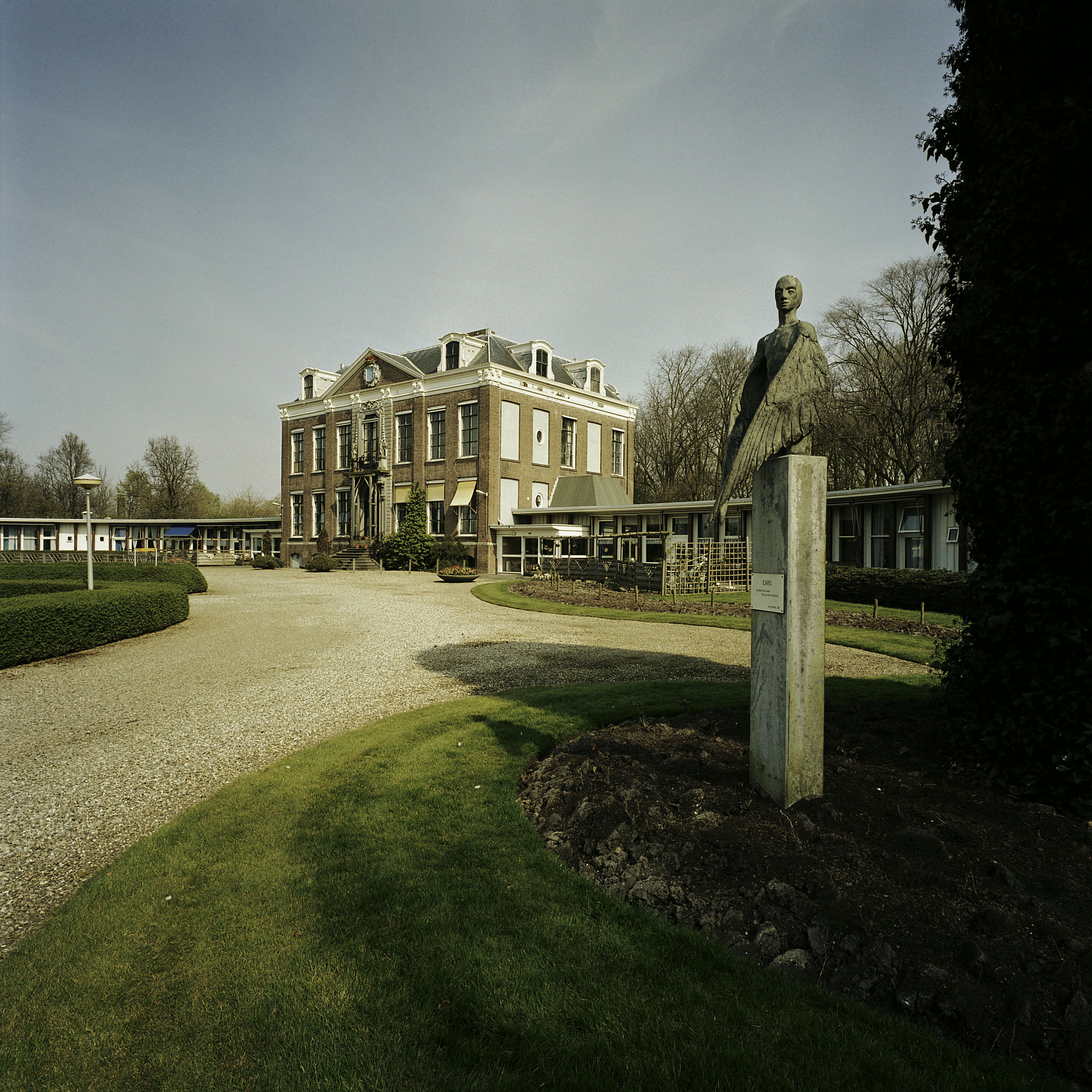
La maison Der Boede
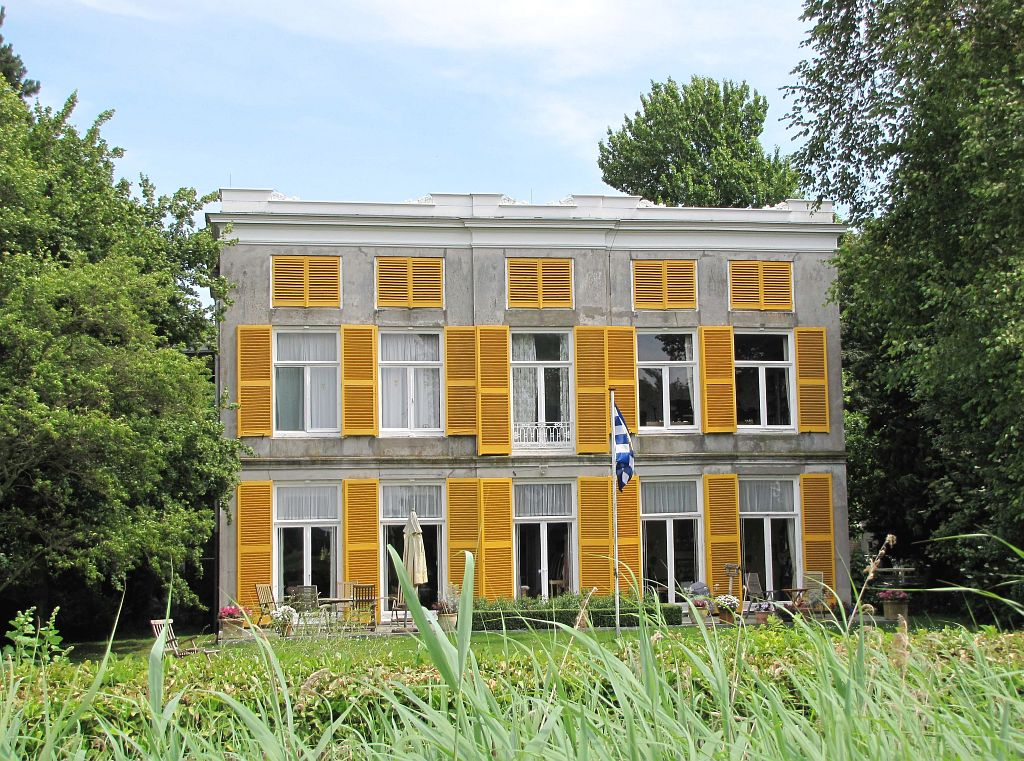
La maison Moesbosch
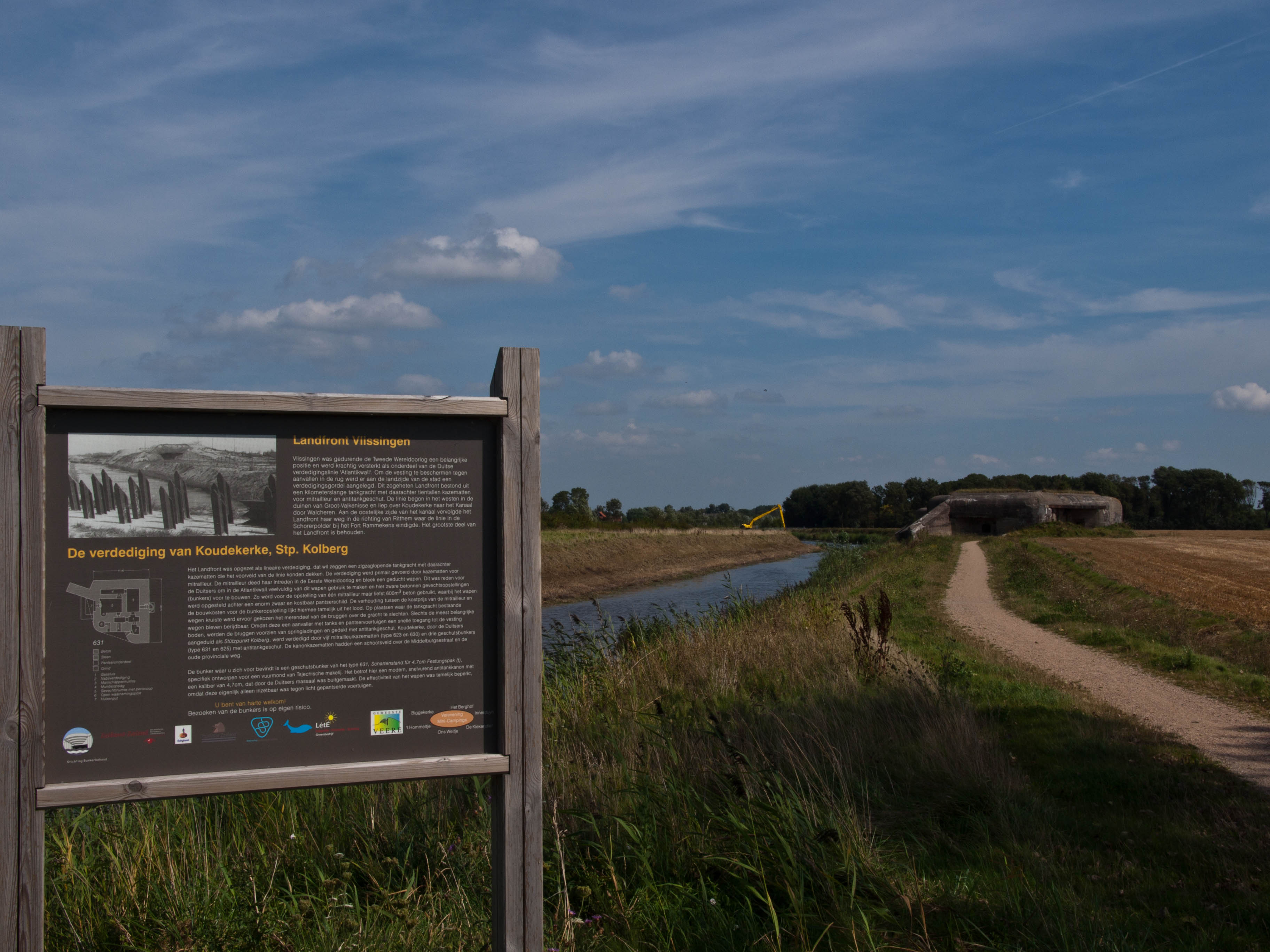
La casemate de Coudekerque